# Rue Émile-Masson
La rue Émile-Masson est une voie de Nantes, en France.

## Situation et accès
Située dans le centre-ville de Nantes, la rue Émile-Masson, qui relie la rue Fouré à la rue Émile-Péhant, est pavée et piétonnière. Elle rencontre le passage Joseph-Paris et est traversée par la rue Monteil.

## Origine du nom
Le nom de la rue rend hommage à Émile Masson, écrivain et penseur socialiste libertaire breton.